# بلو (فرقة موسيقية)
بلو هي فرقة بوب إنجليزية الاصل تضم أربعة افراد لي راين، دنكان جايمس، انتوني كوستا وسايمون ويبي حققت نجاحا كبيرا بمبيعات تقدر ب14 مليون اسطوانة عالميا تشكلت في 2001 ثم انفصلو في 2005 واعادت الفرقة تشكلها سنة 2009 وأعلنت انها ستبدا فيها جولة غنائية وشاركت في اليوروفيزين وهو أكبر برنامج غنائي أوروبي.

## الألبومات
- All Rise سنة 2001
- One Love سنة 2002
- Guilty سنة 2003
- Best Of Blue سنة 2004
- Roulette سنة 2013
- Colours سنة 2015

## وصلات خارجية
- بلو على موقع ميوزك برينز (الإنجليزية)
- بلو على موقع أول ميوزيك (الإنجليزية)
- بلو على موقع ديسكوغز (الإنجليزية)

- International Blue LADS Forum
- UnofficialBlue
- Official website
- (بالفرنسية)4everblue.ch - Site dédié au groupe BLUE نسخة محفوظة 27 أغسطس 2008 على موقع واي باك مشين.
- Antony Costa's official website
- Duncan James's Official Website